# Cryphaea attenuata
Cryphaea attenuata là một loài rêu trong họ Cryphaeaceae. Loài này được Schimp. mô tả khoa học đầu tiên năm 1850.